# Sövde
Sövde est une localité de Suède dans la commune de Sjöbo en Scanie.

## Démographie
Sa population était de 369 habitants en 2020.